# 2012年夏季殘疾人奧林匹克運動會馬術個人錦標賽III級
2012年夏季殘疾人奧林匹克運動會的馬術個人錦標賽III級會於9月2日在倫敦格林威治公園舉行。III級的選手為失明及有中度運動障礙，能完成漫步、快步和跑步。

## 賽程
所有時間為英國夏令時間 (UTC+1) 
| 日期   | 時間  | 階段 |
| ------ | ----- | ---- |
| 9月2日 | 13:45 | 決賽 |

## 比賽規則
個人賽是以兩次表演的分數總和來決定排名及獎牌。

## 比賽成績
| 排名 | 選手                               | 總分數 | 備注 |
| ---- | ---------------------------------- | ------ | ---- |
| 金牌 | 汉内洛蕾·布伦纳（德国）            | 73.467 |      |
| 銀牌 | 德博拉·卡迪莉（英国）              | 71.267 |      |
| 銅牌 | 安妮卡·達史高（丹麦）              | 71.233 |      |
| 4    | 蘇珊·辛妮臣（丹麦）                | 69.700 |      |
| 5    | 桑妮·禾斯（荷兰）                  | 68.767 |      |
| 6    | 何塞·妮塔達（法国）                | 67.800 |      |
| 7    | 弗拉基米爾·韋秋（法国）            | 67.433 |      |
| 8    | 斯特芬·施碧（德国）                | 66.233 |      |
| 9    | 雷切爾·史當（新西兰）              | 65.733 |      |
| 10   | 約那坦·迪沙（以色列）              | 65.333 |      |
| 11   | 帕特里西奧·加基美利·林奇（阿根廷） | 60.200 |      |
| -    | 安妮·西莉亞·奧爾（挪威）           | 退出   |      |

## 外部連結
- 2012年殘奧會馬術比賽時間表（英文）
- 比賽詳情（英文）
- 比賽結果（英文）